# Claude Jamet (football)
Ne doit pas être confondu avec Claude Jamet (essayiste).
Pour les articles homonymes, voir Jamet.
Claude Jamet, né le 20 août 1929 à Saint-Août et mort le 14 avril 2021 à Châteauroux,, est un footballeur français, devenu ensuite président de la section football de La Berrichonne de Châteauroux (1974-1989) puis de sa structure omnisports.

## Biographie
Claude Jamet signe sa première licence avec La Berrichonne de Châteauroux en 1940 en provenance du lycée Jean Giraudoux. Il devient capitaine de l'équipe sous la direction de Gérard Wozniok qui le fait jouer en équipe première dès l'âge de 18 ans.
Avec la « Berri », il joue principalement en Division 3 comme défenseur central.
Durant l’après-guerre, Jamet devient international amateur, il est un joueur majeur du club de Châteauroux dans les années 1950.
En 1970, pour la première saison du club en Division 2, le président Claude Jamet rappelle Gérard Wozniok à La Berrichonne. Formé par Wozniok et joueur, Jamet le réintègre dans le staff.
C’est lui, en tant que président, qui fait venir au poste d’entraîneur les plus grands joueurs de l’époque, tous internationaux : Dubreucq, Laffont, Deladerrière, Strappe et autres Hervé Revelli. Son souvenir le plus heureux est celui de ce jour de mai 1964 où la « Berri » dispute le titre de champion de France amateur à Monaco, hélas perdu, il est assis dans la tribune officielle entre le Prince Rainier et Grace Kelly.
Avec la remontée en Division 2 au terme de la saison 1990-1991, le club met en place un statut professionnel et se réorganise en deux structures distinctes. La première nommée L'Association La Berrichonne présidée par Thierry Sanselme et la seconde nommée La Société Anonyme à Objet Sportif présidée par Daniel Baujean. Ces deux structures sont dirigées par un conseil d'administration dont Michel Denisot devient le Président d'Honneur, Claude Jamet restant celui des sections omnisports.
Le vendredi 7 septembre 2007, le centre social de La Berrichonne qui se trouve au stade Beaumarchais est rebaptisé Stade Claude Jamet.